# Tessar

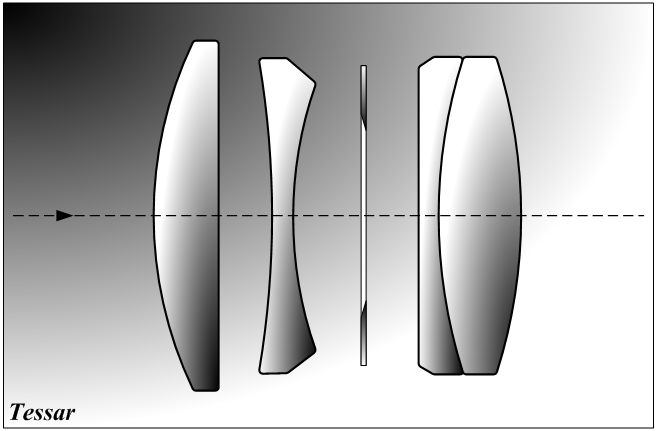
Lentes Tessar

El Tessar es un famoso diseño de objetivo concebido por el físico alemán Paul Rudolph en 1902, mientras trabajaba en la empresa óptica Zeiss. Patentado por la propia empresa Zeiss en Alemania, este tipo de lente es comúnmente conocido como Zeiss Tessar.
Un Tessar está compuesto por cuatro elementos dentro de tres grupos: un elemento de "vidrio crown" positivo delante, un elemento de "vidrio flint" negativo en el centro y otro elemento de "vidrio flint" plano-cóncavo negativo cimentado con un "vidrio crown" convexo positivo detrás.

## Historia

### Inicios
A pesar de la opinión general, el Tessar no fue desarrollado a partir del diseño del Triplete Cooke de 1893, reemplazando el elemento de atrás con una lente acromática cimentada. Paul Rudolph diseñó el Anastigmat con dos lentes cimentadas en 1890. Posteriormente, Rudolph pensó que un estrecho hueco en forma de lente positiva corregiría la aberración esférica de un objetivo (como hizo H.L. Aldis en 1895) y que este dispositivo era mucho mejor que las lentes cimentadas. Además, esto permitía a los fotógrafos tener una mayor libertad a la hora de escoger las lentes. En 1899 separó las lentes en el Anastigmat para producir el cuarto elemento, un grupo de cuatro lentes Unar (que reemplazaba las dos interfaces cimentadas por el dispositivo anteriormente comentado). El 1902, se dio cuenta de que las dos interfaces cimentadas tenían muchas virtudes, así que las volvió a insertar en la parte de atrás de su Anastigmat, manteniendo el "entrehierro" de la parte anterior del Unar, creando así, el diseño Tessar (de la palabra griega τέσσερα (téssera, cuatro) para indicar un diseño de cuatro elementos) de 1902. El elemento frontal del Tessar como el del Anastigmat, tenía poca potencia ya que su única función era corregir las pocas aberraciones que producía el poderoso elemento posterior. El conjunto de interfaces cimentadas en el elemento posterior tenían 3 funciones: reducir la aberración esférica; reducir la sobrecorregida aberración esférica-oblicua; reducir el hueco que se encuentra entre los focos astigmáticos.
El primer Tessar apareció con una apertura máxima de f/6.3, pero en 1907, la apertura había subido a f/4.5. En 1930, Ernst Wanderslab y Willy Merté de Zeiss desarrollaron las lentes Tessar con aperturas de f/3.5 y f/2.8.

Las lentes Tessar han sido creadas por millones, por Zeiss y otros fabricantes, y aún se producen como lentes excelentes de obertura intermedia. Las famosas lentes Elmar de 50 mm f/3.5 usadas en las primeras cámaras Leica eran de este tipo, diseñadas por Max Berek en 1920. Realmente, Zeiss tiene un gran monopolio sobre este tipo de construcción, porque la patente de Rudolph era muy general. Su único reclamo era:
"Un objetivo corregido esféricamente, cromáticamente y estigmaticamente que consiste en 4 lentes separadas por un diafragma en dos grupos, cada uno de dos lentes, en que el grupo uno incluye un par de superfícies enfrentadas y el otro con una superfície cimentada, siendo negativa la potencia de la pareja de superfícies enfrentadas y la de la superfície cimentada, positiva".
- Paul Rudolph sobre su dispositivo.

### Modificaciones del Tessar
Muchos trabajadores intentaron copiar el diseño de las lentes Tessar pero debido a las limitaciones de la patente, no pudieron. La manera más simple era usar tres elementos cimentados en la parte posterior en lugar de dos. En 1913, aparecieron muchos diseños de este tipo, por ejemplo "Ross Xpress" de J.Stuart y J.W. Hasselkus, "Gundlach Radar lens" y "Berthiot Olor" de Florian. En 1925, E. Wandersleb y W. Merté de Zeiss crearon "Biotessar" que consistía en dos elementos cimentados en la parte delantera y un solo elemento negativo y tres cimentados detrás.

## Usos comunes
Las Tessar se encuentran frecuentemente en cámaras de gamma media, puesto que proporcionan muy buena prestación óptica a un precio razonable y a menudo son bastante compactas. Son también frecuentemente utilizadas en ampliadoras fotográficas, porque proporcionan más contraste que muchos diseños de lentes competidores debido al número limitado de superficies vidrio-aire.

## Métodos de enfoque

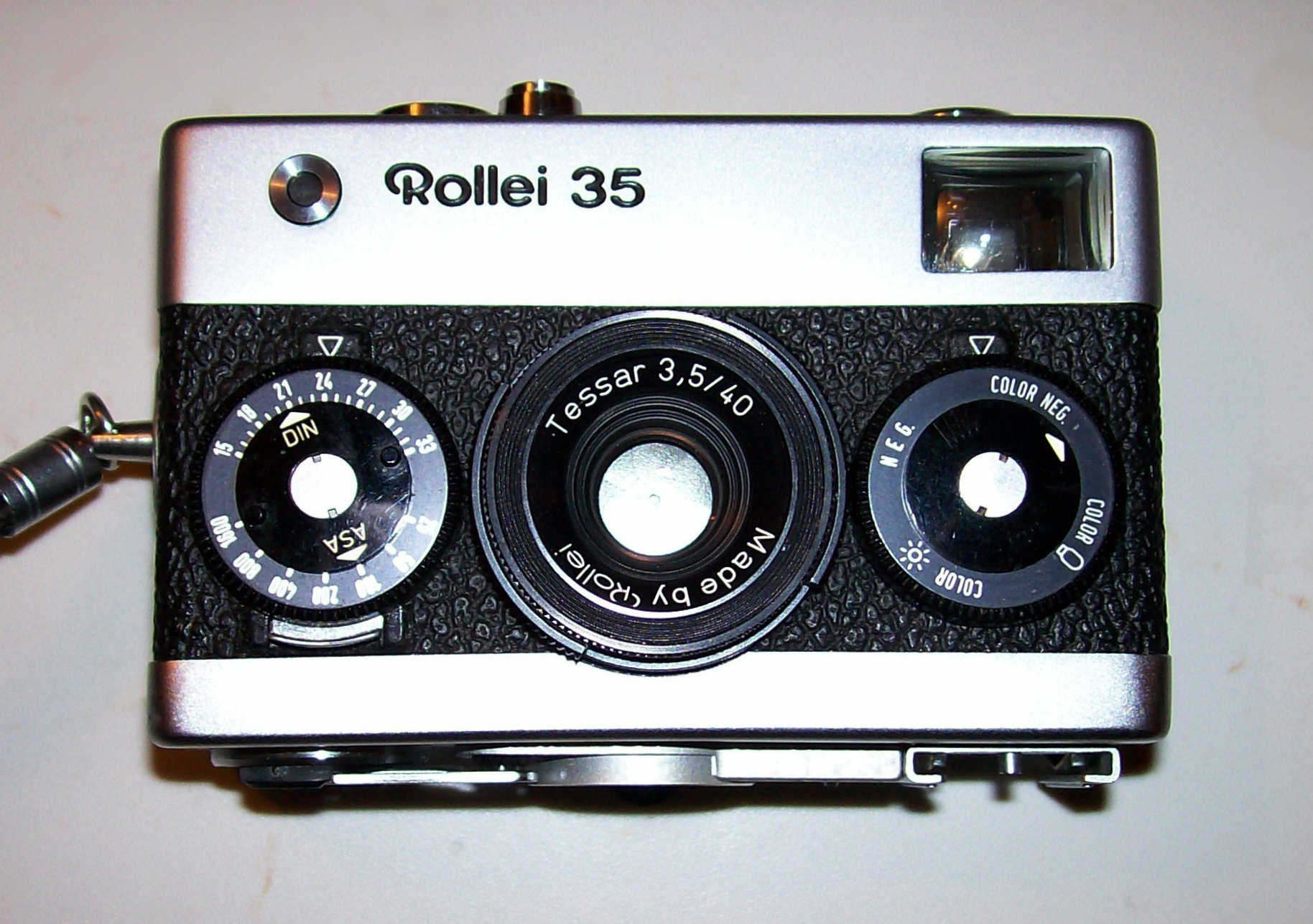
Lentes Tessar 40/3.5 por Rollei.

Todas las lentes pueden ser enfocadas moviendo el montaje de lentes acercándose o alejándose de la película ("unidad de enfoque"), y Tessar no es ninguna excepción. Las unidades de enfoque de Tessar fueron usadas en cámaras de gamma alta como la Contaflex Super B, la Rolleiflex TLR, y cámaras de gran formato como Maximar.
Algunas lentes, incluyendo las Tessar, pueden ser enfocadas moviendo elementos de las propias lentes unos respecto a otros; esto normalmente empeora la prestación óptica hasta cierto punto, pero es más barato de implementar. Mientras el elemento frontal de Tessar tiene tres veces el poder de todas las lentes, se tiene que mover un tercio de la distancia de lo que el conjunto de lentes necesitaría moverse para enfocar el mismo punto. El gran espacio entre el primer y el segundo elemento permite enfocar moviendo solo el elemento de delante; puesto que el desplazamiento es pequeño en comparación con el espacio, el efecto adverso sobre la imagen no es grave. El elemento frontal de enfoque de Tessar, más barato que una unidad de enfoque entera, era ampliamente utilizado en muchas cámaras Zeiss Ikon de gamma media.

## Lentes Tessar
La patente de diseño de Tessar fue mantenida por Zeiss durante dos décadas y autorizada a Ross (ópticas) en el Reino Unido, Bausch & Lomb en los Estados Unidos y a Krauss en Francia. Solo los fabricantes con licencia podían utilizar la marca "Tessar". Sin embargo, las lentes de tipo Tessar eran producidas por muchos fabricantes bajo diferentes nombres comerciales.
La lente Minoxar 35/2.8 en las Minox M.D.C y GT-E es el tipo de lente Tessar más rápida y amplia que utiliza elementos de vidrio de lantano. La calidad conseguida fue excelente. Entre otros tipos de lentes Tessar se incluyen las Schneider Xenar, Agfa Solinar, Rodenstock Ysar, Kodak Ektar, KMZ Industar, Yashica Yashinon 80mm (diseño de doble reflexión), y Minolta Rokkor de 75mm (diseño de doble reflexión).

Después de la Segunda Guerra Mundial, la fábrica Zeiss de Jena acabó al este de Alemania detrás del "telón de acero" y desarrolló una cámara muy popular llamada "Werra" (por el nombre del río que atraviesa la ciudad). Usó las lentes de Tessar, que fueron marcadas como "Zeiss-Tessar", lo que provocó acciones legales de la compañía Zeiss en Alemania Occidental. Durante un tiempo, las lentes "Werra Tessar" estaban marcadas simplemente como "T", pero eventualmente se permitía comercializar las lentes como "Carl Zeiss - Jena Tessar".

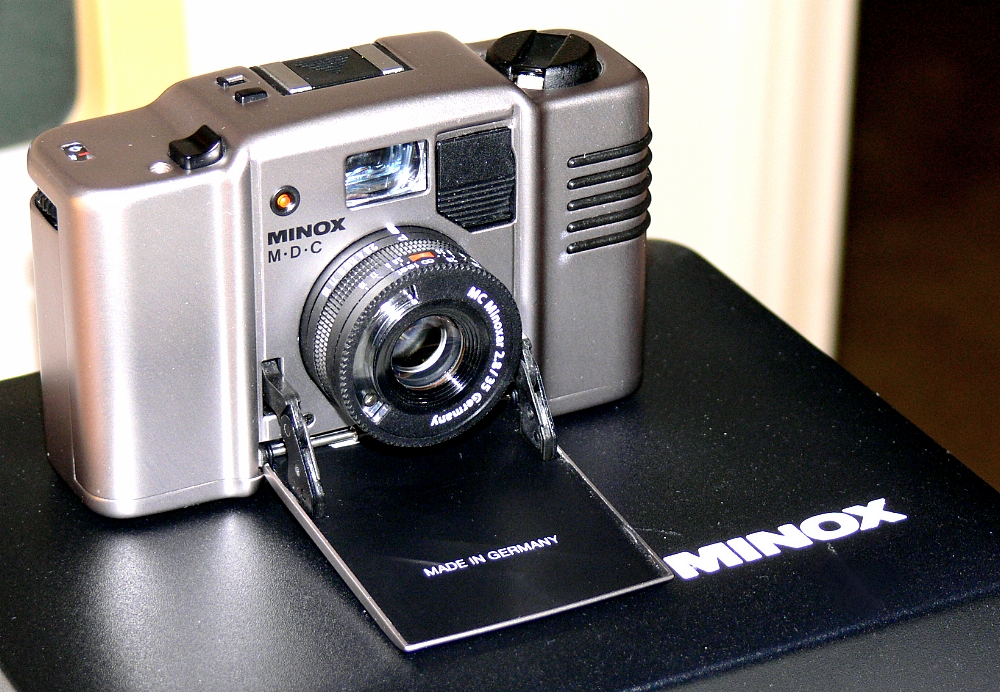
Minox MDC Minoxar 35mm/2.8, lentes Tessar de ángulo ancho.
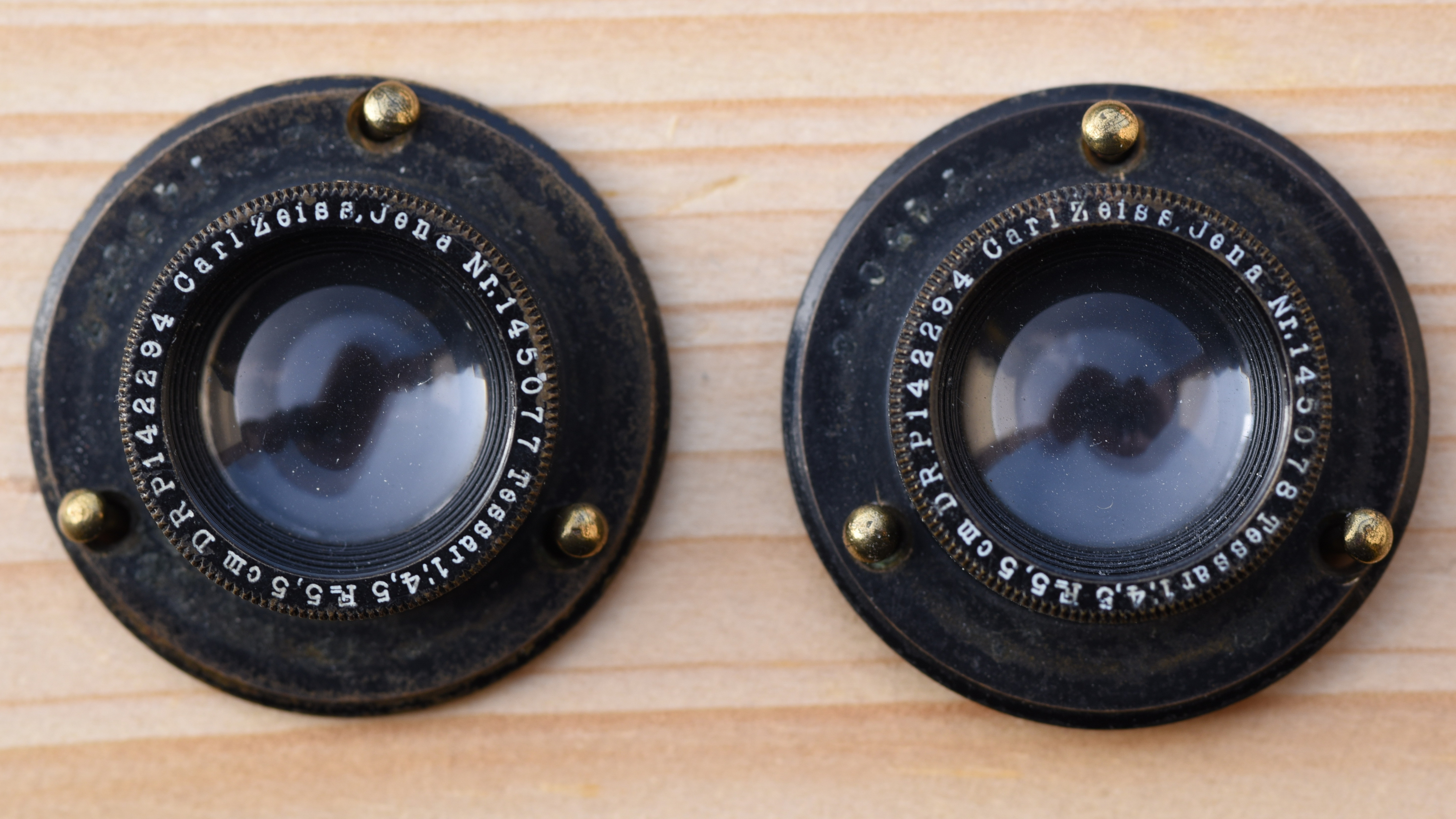
2 lentes históricas Carl Zeiss, Jena, Nr. 145077 y Nr. 145078, Tessar 1:5 F=5,5 DRP 142294 (producido antes 1910)
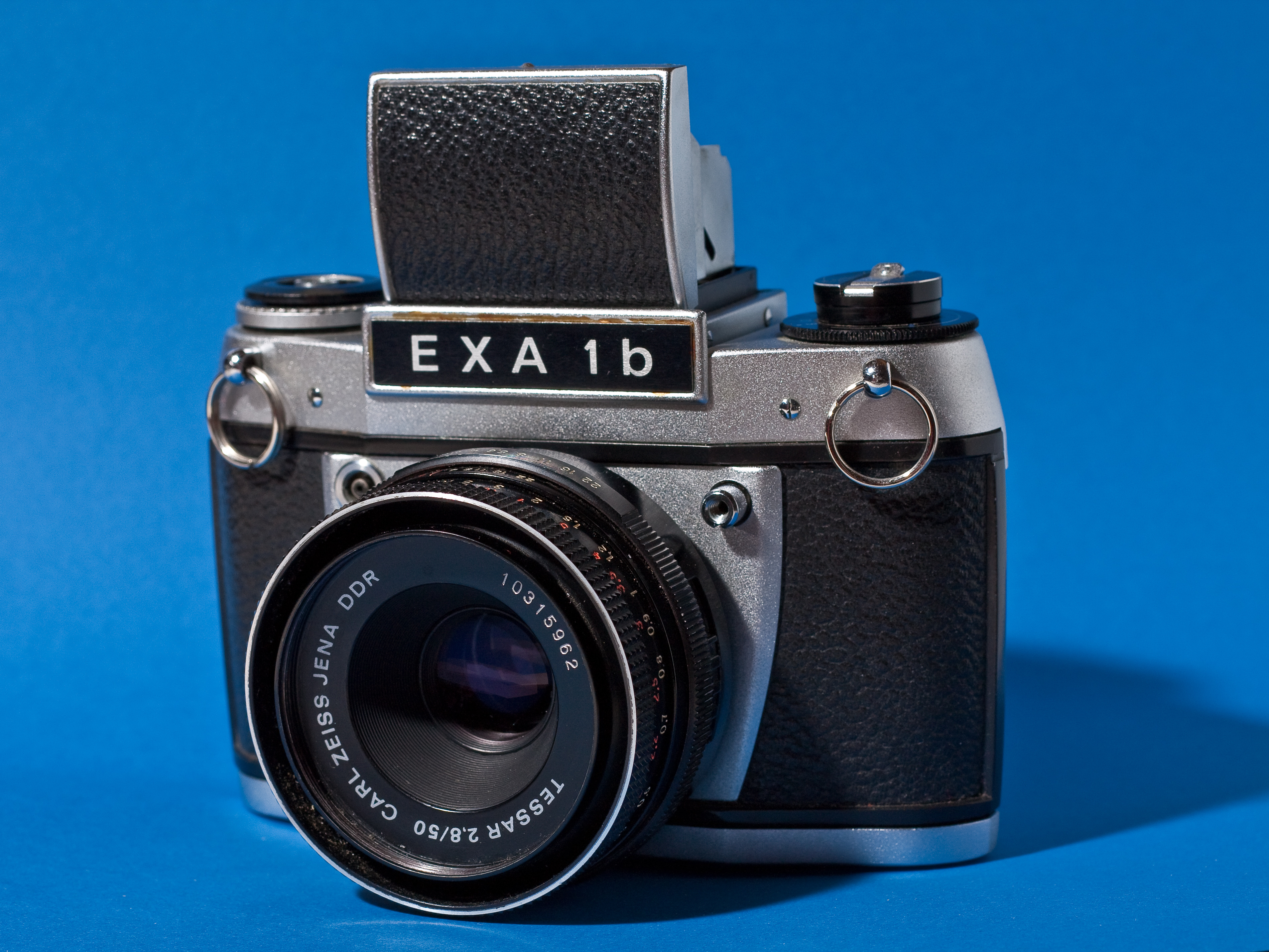
Exa 1b con lentes Tessar del 1979
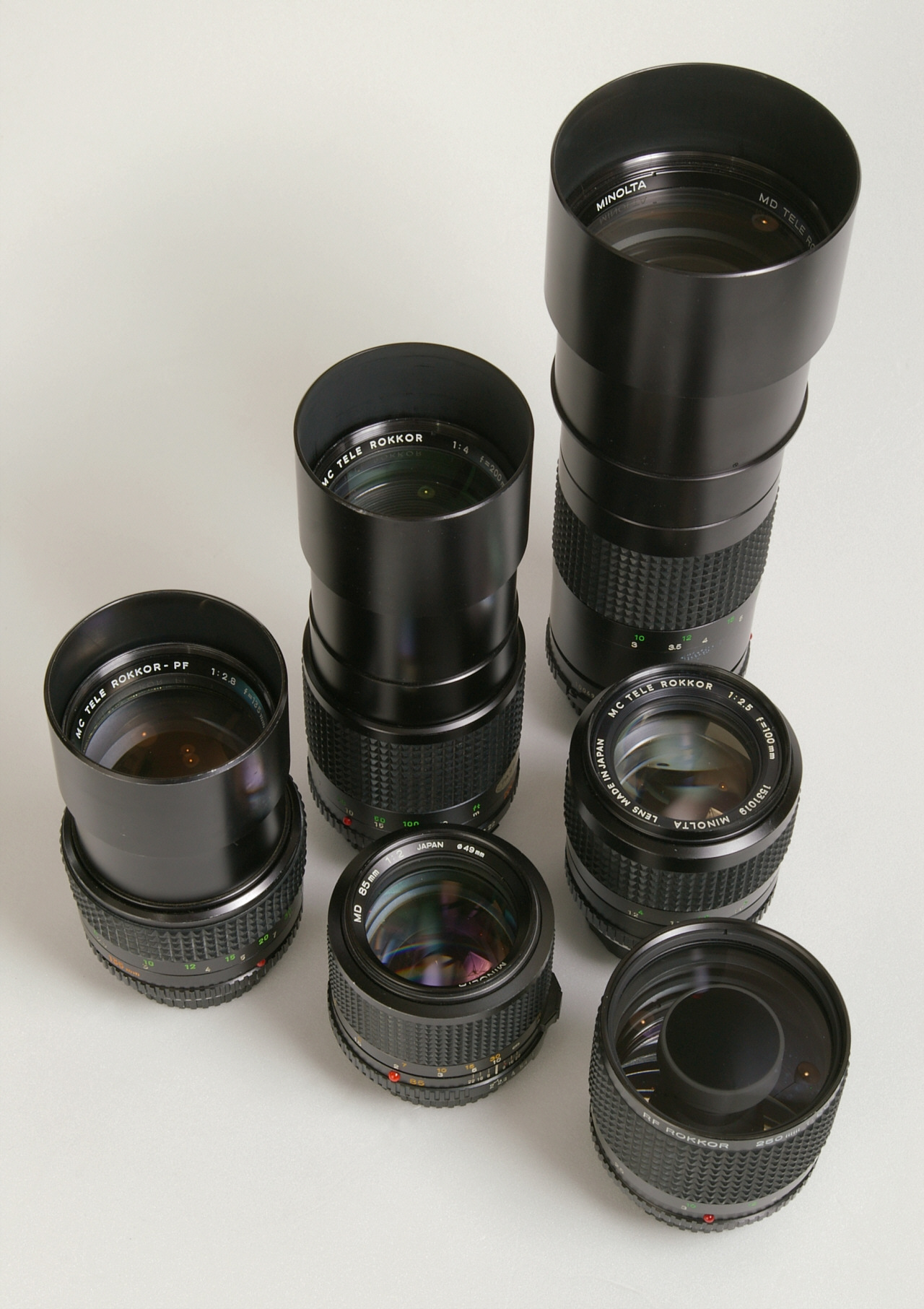
Teleobjectivo Minolta Rokkor

### Leitz Elmar

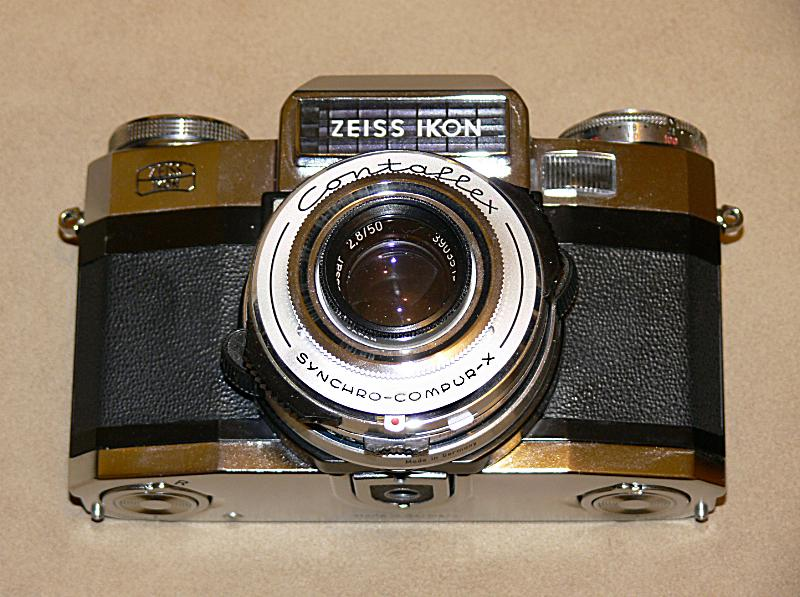
Unidad de enfoque Tessar 50/2.8 de Zeiss Ikon Contaflex Super B. El elemento frontal puede ser reemplazado por un Tele Pro Tessar o un Gran angular Pro Tessar.

A veces se piensa que The Leitz Elmar 50/3.5 era una copia o clon de Tessar. Este no es el caso. Aunque las lentes sean parecidas en diseño, hay mucho más en este y el rendimiento de una lente que simplemente el diseño de los elementos de vidrio. Las características ópticas de los vidrios utilizados para cada elemento, la curvatura de cada superficie de la lente y el formato negativo que la lente está diseñada para cubrir, son vitales para el rendimiento de la lente, y en las lentes Leica estos eran totalmente diferentes de las de Tessar. Cuando la Leica estaba siendo desarrollada, Oskar Barnack intentó un Tessar de 50 mm, pero debido a que había sido diseñado para cubrir solo el campo de 18x24 mm de un marco cinematográfico, encontró que la cobertura del formato Leica de 24×36 mm era insuficiente. La lente diseñada por Max Berek para el telémetro de la Leica era un triplete Cooke modificado con cinco elementos en tres grupos, el tercer grupo siendo tres elementos cimentados. Esta lente, llamada Elmax, dio una buena cobertura del formato de 24×36 mm y fue utilizada hasta que el vidrio óptico mejorado permitió simplificar el tercer grupo a un par cimentado y después se cambió el nombre de la lente a Elmar. No fue hasta que Zeiss Ikon desarrollara la cámara Contax para competir con la Leica que el Tessar fue rediseñado para cubrir un negativo de 24×36 mm.

### Pro Tessar
El elemento frontal del Tessar se puede reemplazar para hacer una lente de teleobjectivo o gran angular. En 1957, Carl Zeiss lanzó al mercado el teleobjetivo Pro Tessar 115 mm f/4 y 85 mm f/4, y el gran angular Pro Tessar 35 mm f/3,2 para su uso en el obturador central de las cámaras SLR Zeiss Ikon Contaflex Super B.

## Otros lentes Tessar / Vario-Tessar
Otros objetivos de Tessar, por ejemplo, para teléfonos móviles de Nokia, solo tienen el nombre "Tessar" en común con el Tessar original. Son, por ejemplo, una lente de 5 elementos en 1 grupo, sin apertura y con todas las lentes asféricas, como en la cámara Nokia 808 Pureview y Nokia Lumia 800.
Las lentes Vario-Tessar solo tienen el nombre "Tessar" en común con el Tessar original. El nombre de Vario-Tessar ha sido utilizado por Zeiss para varias lentes de zum que incluyen las cámaras digitales Sony Cyber-shot DSC-P100, DSC-P200 y DSC-W330, así como las lentes E-mount como Sony Alpha Carl Zeiss Vario-Tessar T* E 4/16-70mm ZA OSS (Sony SEL-1670Z) y Sony Alpha Carl Zeiss Vario-Tessar T* FE 4/16-35mm ZA OSS. Sony también utiliza lentes Vario-Tessar en sus videocámaras, como por ejemplo el HDR-CX405 que amplía el ángulo de visión con un rango de zum de 1.9mm a 57mm.

## Más información
- Nasse, H. Hubert (marzo de 2011) «From the series of articles on lens names: Tessar» (PDF). Noticia de Lentes de Cámara (CLN) (39è ed.). Carl Zeiss AG, División de Lentes de la Cámara.